# Magnus Alexander Goldschmidt
För den danske författaren M. A. Goldschmidt se Meïr Aron Goldschmidt
Magnus Alexander ("M. A.") Goldschmidt, juli 1824 i S:t Petersburg, död 22 mars 1889 i Stockholm, var en svensk översättare, lärare och redaktör.
Han blev fil. dr 1854, var lärare vid Mosaiska församlingens skola i Stockholm och redaktör för följetongsavdelningen i Stockholms Dagblad från 1874. Han utgav Vald samling af Walter Scotts romaner (16 band, 1877-1883), men var framför allt en flitig översättare från engelska och tyska.

## Översättningar (urval)
- Carl Brandes: Engelsmännens senaste upptäcktsresor till trakterna kring Nordpolen, den Franklinska expeditionens hemlighetsfulla försvinnande, försöken till dess tillrättafinnande samt upptäckten af den nordvestliga genomfarten (Bonnier, 1855)
- Edgar Allan Poe: Mordet på Rue de Morgue: en brottmålshistoria (P.G. Berg, 1860)
- Benjamin Franklin: Smärre skrifter (1871)
- Edward Bulwer-Lytton, 1:e baron Lytton: Parisarne (översatt tillsammans med Carl Johan Backman) (1875)
- Jonas Lie: Lotsen och hans hustru (Burman, 1875)
- Jules Sandeau: Vaillance: novell (Looström & K., 1876)
- Paul Heyse: Valda noveller (översatta tillsammans med Carl Johan Backman, 1876)
- Bret Harte: Gabriel Conroy (Seligmann, 1876
- George Sand: Percemonts torn (Beijer, 1877)
- V. Krestovskij, Fjodor Dostojevskij, Vsevolod Garsjin: Från Ryssland: berättelser och skizzer (översatt tillsammans med Ernst Lundquist, Geber, 1887)
- Friedrich Spielhagen: På slätbygden (Lamm, 1878)
- Henry Gréville: Far och dotter (Lamm, 1878)
- George Eliot: Daniel Deronda (Bonnier, 1878)
- Frances Hodgson Burnett: Vackra Polly Pemberton (Lamm, 1880)
- Georges Ohnet: Herr Derblays giftermål (Looström, 1882)
- Gustave Flaubert: Salammbô (1885)
- Felix Dahn: Bissula (Bille, 1889)